# Thomas Leland
Thomas Leland est un prêtre anglican, historien et écrivain irlandais, né à Dublin en 1722, mort en 1785. Il publie en 1762 un roman, Longsword, Earl of Salisbury : An Historical Romance, précurseur du roman gothique.
Il a fait ses études dans sa ville natale, sous la direction de Thomas Sheridan, puis à Trinity College de 1737 à 1746 ; il entre dans les ordres en 1748. En 1763, alors qu’il jouissait d’une brillante réputation comme prédicateur, il est nommé professeur d’éloquence à l’université de Dublin et, cinq ans après en 1768, il devient chapelain du lord-lieutenant d'Irlande George Townshend. Il est vicaire à Bray, Co. Wicklow. En 1773, il est nommé vicaire de l'église St. Ann à Dublin.

## Œuvres
On a de lui : 
- The History of the Life and Reign of Philip, King of Macedon: the Father of Alexander, Londres, 1751 ;
- The Orations of Demosthenes on Occasions of Public Deliberations, Londres, 1763 ;
- A Dissertation on the Principles of Human Eloquence, 1764, in-4° ;
- History of Ireland from the Invasion of Henry II, with a preliminary Discourse on the Ancient State of that Kingdom, Londres, 1773, 3 vol.[2] ; ouvrage traduit en français sous le titre Histoire de l’Irlande depuis l’invasion de Henri II, avec un discours préliminaire sur l’ancien état de ce royaume, Maëstricht, 1779, 7 vol. ;
- Longsword, Earl of Salisbury : An Historical Romance, Londres, W. Johnston, 1762 (Lire en ligne)[1] ; le roman est basé sur la vie de Guillaume de Longue-Épée, comte de Salisbury
- Sermons on Various Subjects, Dublin, 1788, 3 vol..